# Jan Mulder (politicus)
Jan Mulder (Diever, 3 oktober 1943) is een Nederlands politicus namens de Volkspartij voor Vrijheid en Democratie.
Mulder studeerde veeteelt en agrarische economie aan de Landbouwhogeschool Wageningen. Hij was voor de internationale Voedsel- en Landbouworganisatie (FAO) werkzaam in Kenia. Van 1976 tot 1994 was hij als specialist in landbouw en ontwikkelingslanden in dienst van de Europese Commissie.
Bij de Europese Parlementsverkiezingen 1994 werd Mulder namens de VVD gekozen in het Europees Parlement. Hij hield zich bezig met de jaarbegroting van de Europese Unie en diverse EU-instellingen, en de controle hiervan. Daarnaast was hij ook nauw betrokken bij de landbouwdossiers. In 2003 stelde hij zich kandidaat voor het lijsttrekkerschap bij de Europese Parlementsverkiezingen 2004. De leden van de VVD kozen echter voor Jules Maaten. Hij werd vervolgens door het hoofdbestuur van de VVD op een (onverkiesbare) negende plaats gezet, waarna de leden hem op de tweede plaats plaatsten. Werd vanwege zijn enorme kennis van budget- en begrotingscontrole als eerste Nederlander ooit benoemd als lid van het College van Questoren van het Europees Parlement.
Tijdens de Europese verkiezingen van 2009 stond Mulder op de vierde plaats van de VVD-kieslijst. De VVD kreeg echter maar drie zetels: Mulder werd dus niet herkozen. Hij haalde wel bijna 13.000 voorkeurstemmen. In juni 2010 kon Mulder echter alsnog plaatsnemen in het Europees Parlement doordat Jeanine Hennis-Plasschaert was verkozen in de Tweede Kamer.
Bij de Europese Parlementsverkiezingen van 2014 was Mulder niet herkiesbaar.

## Persoonlijk
Jan Mulder is ongehuwd. Hij behoort tot de Nederlandse Hervormde Kerk.